# Palazzo Baronale (Napoli)
Il Palazzo Baronale è uno dei palazzi monumentali di Napoli, è locato in periferia, nel quartiere di Pianura.
Venne costruito nel 1678 per volere della famiglia de Grassi. L'elemento meglio conservato è la cappella di famiglia, la quale oggi conserva una tavola rappresentante la Madonna del Rosario ed un altare in marmi palicromi costruito nella prima metà del XVIII secolo. L'ingresso della cappella, un tempo, era rivestito da preziosi marmi: oggi vi restano i due portali lapidei anch'essi della prima metà del Settecento.